# Karman Thandi
| Posities op de WTA-ranglijst Positie per einde seizoen: \| jaar \| rang enkelspel \| rang dubbelspel \| \| ---- \| -------------- \| --------------- \| \| 2014 \| 1029 \| – \| \| 2015 \| 774 \| 951 \| \| 2016 \| 603 \| 626 \| \| 2017 \| 310 \| 321 \| \| 2018 \| 198 \| 331 \| \| 2019 \| 591 \| 339 \| |                |                 |
| jaar | rang enkelspel | rang dubbelspel |
| 2014 | 1029           | –               |
| 2015 | 774            | 951             |
| 2016 | 603            | 626             |
| 2017 | 310            | 321             |
| 2018 | 198            | 331             |
| 2019 | 591            | 339             |

Karman Kaur Thandi (New Delhi, 16 juni 1998) is een tennisspeelster uit India. Thandi begon met tennis toen zij acht jaar oud was. Haar favoriete ondergrond is hardcourt. Zij speelt rechtshandig en heeft een tweehandige backhand.

## Loopbaan

### Junioren
Op zestienjarige leeftijd won Thandi het Future Stars U16-toernooi dat een voorspel was voor de WTA Finals 2014 – daarbij hoefde zij in het gehele toernooi geen set prijs te geven.

### Enkelspel
Thandi debuteerde in 2014 op het ITF-toernooi van haar geboortestad New Delhi (India) – zij bereikte er meteen de halve finale. Zij stond in 2015 voor het eerst in een finale, op het ITF-toernooi van Indore (India); zij verloor van de Oekraïense Anastasija Vasyljeva. Medio 2016 begon zij met trainen aan de Mouratoglou Tennis Academy in Biot, 20 km van de Franse stad Nice. In juni 2018 veroverde Thandi haar eerste titel, op het ITF-toernooi van Hongkong, door de Chinese Lu Jiajing te verslaan.
In 2017 speelde Thandi voor het eerst op een WTA-hoofdtoernooi, op het toernooi van Mumbai. In juli 2018 bereikte zij op het WTA-toernooi van Nanchang de tweede ronde, door (net als een maand eerder in Hongkong) de Chinese Lu Jiajing te verslaan.

### Dubbelspel
Thandi behaalde in het dubbelspel betere resultaten dan in het enkelspel. Zij debuteerde in 2014 op het ITF-toernooi van haar geboortestad New Delhi (India), samen met landgenote Ojasvinee Singh. Zij stond in 2015 voor het eerst in een finale, op het ITF-toernooi van Nashik (India), samen met landgenote Riya Bhatia – zij verloren van het Indiase duo Sowjanya Bavisetti en Rishika Sunkara. Later dat jaar veroverde Thandi haar eerste titel, op het ITF-toernooi van Gulbarga (India), samen met landgenote Dhruthi Tatachar Venugopal, door het Indiase duo Prerna Bhambri en Kanika Vaidya te verslaan. Tot op heden(juni 2020) won zij vier ITF-titels, de laatste in november 2018 in Poona (India), samen met landgenote Ankita Raina.
In 2017 speelde Thandi voor het eerst op een WTA-hoofdtoernooi, op het toernooi van Mumbai, samen met landgenote Pranjala Yadlapalli – zij bereikten er de tweede ronde door Naiktha Bains en Fanny Stollár te verslaan. Zij stond in november 2018 voor het eerst in een WTA-finale, op het toernooi van Taipei, samen met landgenote Ankita Raina met wie zij twee weken later ook nog het ITF-toernooi van Poona zou winnen – in Taipei veroverde zij haar eerste WTA-titel, door het Russische koppel Olga Dorosjina / Natela Dzalamidze uit te putten tot opgave bij een [12–12]-stand in de match-tiebreak.

### Tennis in teamverband
In 2014 vertegenwoordigde Thandi haar land al bij de junior Fed Cup. In de periode 2017–2019 maakte zij bij de volwassenen deel uit van het Indiase Fed Cup-team – zij behaalde daar een winst/verlies-balans van 5–7.

## Palmares
| Legenda                 |
| ----------------------- |
| Grandslamtoernooi       |
| Olympische Spelen       |
| Year-End Championships  |
| Premier Mandatory       |
| Premier Five / WTA 1000 |
| Premier / WTA 500       |
| International / WTA 250 |
| Challenger / WTA 125    |

### WTA-finaleplaatsen enkelspel
geen

### WTA-finaleplaatsen vrouwendubbelspel
| nr.              | finale     | toernooi   | ondergrond     | partner      | tegenstandsters                  | score                   |         |
| ---------------- | ---------- | ---------- | -------------- | ------------ | -------------------------------- | ----------------------- | ------- |
| gewonnen finales |            |            |                |              |                                  |                         |         |
| 1.               | 2018-11-18 | WTA Taipei | tapijt, binnen | Ankita Raina | Olga Dorosjina Natela Dzalamidze | 6-3, 5-7, [12-12], opg. | details |
| verloren finales |            |            |                |              |                                  |                         |         |
| geen             |            |            |                |              |                                  |                         |         |

### Gewonnen ITF-toernooien enkelspel
| nr. | finale     | toernooi | dotatie  | ondergrond | tegenstandster in finale | score    |
| --- | ---------- | -------- | -------- | ---------- | ------------------------ | -------- |
| 1.  | 2018-06-23 | Hongkong | $ 25.000 | hardcourt  | Lu Jiajing               | 6-1, 6-2 |

### Gewonnen ITF-toernooien dubbelspel
| nr. | finale     | toernooi | dotatie  | ondergrond | partner                    | tegenstandsters in finale              | score            |
| --- | ---------- | -------- | -------- | ---------- | -------------------------- | -------------------------------------- | ---------------- |
| 1.  | 2015-11-21 | Gulbarga | $ 10.000 | hardcourt  | Dhruthi Tatachar Venugopal | Prerna Bhambri Kanika Vaidya           | 1-6, 6-3, [10-7] |
| 2.  | 2015-11-27 | Gulbarga | $ 10.000 | hardcourt  | Dhruthi Tatachar Venugopal | Nidhi Chilumula Eetee Maheta           | 6-4, 6-7, [10-7] |
| 3.  | 2017-03-25 | Iraklion | $ 15.000 | gravel     | Mira Antonitsch            | Olga Jantsjoek Despina Papamichail     | 6-0, 6-3         |
| 4.  | 2018-11-30 | Poona    | $ 25.000 | hardcourt  | Ankita Raina               | Aleksandrina Naydenova Tamara Zidanšek | 6-2, 6-7, [11-9] |